# Fascellina cyanifera
Fascellina cyanifera är en fjärilsart som beskrevs av Swinhoe 1894. Fascellina cyanifera ingår i släktet Fascellina och familjen mätare. Inga underarter finns listade i Catalogue of Life.